# Северяне (телесериал)
«Северя́не» (норв. Vikingane) — норвежский комедийный сериал, созданный Йоном Ивером Хельгакером и Йонасом Торгерсеном. Премьера шоу состоялась в Норвегии на канале NRK1 в октябре 2016 года. Сериал рассказывает о группе викингов, живущих в деревне Норхейм в 791 году.
Съёмки шоу проходили в деревне Авальдснес коммуны Кармёй в губернии Ругаланн в Норвегии одновременно на норвежском и английском языках. Премьера английской версии сериала (англ. Norsemen) состоялась на Netflix в августе 2017 года.
В сентябре 2020 года было объявлено о закрытии сериала.

## Актёры и персонажи
- Орм (Коре Конради) — муж Фройи и исполняющий обязанности своего брата вождя Олава, когда тот совершал набеги.
- Арвид (Нильс Йорген Каалстад) — заместитель вождя.
- Фройя (Силье Торп) — жена Орма и воительница.
- Руфус (Тронд Фоуса Аурвог) — попавший в рабство к викингам римский актёр.
- Карк (Эйстейн Мартинсен) — освобождённый раб, добровольно вернувшийся к рабской жизни.
- Вождь Олав (Хенрик Местад) — вождь деревни, нашедший морской путь на Запад.
- Хильдур (Мариана Состад Оттесен) — жена Олава.
- Ярл Варг (Йон Эйгарден) — главный антагонист, целью которого является карта на Запад.
- Лив (Кристина Риис) — жена фермера, погибшего на дуэли с Арвидом.

## Критика
Первый сезон сериала посмотрели более миллиона жителей Норвегии, страны, в которой проживает чуть более пяти миллионов человек.
Газета The New York Times назвала «Северян» одним из 10 лучших международных сериалов 2017 года. Газета The Guardian поместила «Северян» на 29 место в рейтинге 50 лучших сериалов 2017 года.